# 李重胤
李重胤（9世纪？—890年），唐朝末年将领。宋州下邑（今河南省夏邑县）人。
李重胤容貌雄武，开始在黄巢军中，唐僖宗中和四年（884年）五月，与尚讓、李谠等率军至繁台，与朱全忠军相拒。黄巢势衰，于是率众来降。朱全忠任用他为先锋步军都头。与胡真救援河阳，逼近怀州。李重胤率部下突击，射中蕃将安休休。又和李谠率骑兵至陕州，接应郭言，回到渑池，击破黄花子之军，改为滑州夹马指挥使。蔡州秦宗权围汴州，李重胤率领步兵攻下三寨，俘虏甚多。朱全忠大举伐秦宗权，让李重胤率领滑州兵为先锋。东讨徐州，他攻下丰县、萧县，转任右厢马步军指挥使。大顺元年（890年）秋，与朱友裕收泽州，与晋军在马牢川作战，战败，回守河阳。朱全忠对诸将说：“李谠、李重胤违我节度，不能立功，辜负我的信任。”于是把他与李谠一起在河桥处决。